# Сутон (опера)
Сутон, опера у једном чину Стевана Христића према другом делу Дубровачке трилогије Ива Војновића.

## Либрето
Композитор према драми Ива Војновића.

## Праизведба
26. новембар 1925, Београд у Народном позоришту

## Место и време
У кући Бенешиних на Пустијерни, у дубровачком Граду, 1832. године.

## Ликови и улоге
| Мара Никшина Бенеша (68 година)                                | владика дубровачка  | контралт   |
| Маде (42 године) Оре (36 година) Павле (27 година)             | њезине кћери        | сопран     |
| Ката (60 година)                                               | дјевојка у Маре     | мецосопран |
| Лујо Ласић (32 године)                                         | капетан поморски    | тенор      |
| Васо (40 година)                                               | трговац             | баритон    |
| Сабо Шишков Прокуло (62 године) Луцо Орсатов Волцо (78 година) | властела дубровачка | тенор бас  |
| Једна `козица`                                                 |                     |            |

## Оркестар
- 3
- 4

## Укратко
Једина опера Стевана Христића, која је први пут изведена 1925. године у Народном позоришту у Београду. Опера, која се скоро у потпуности, чак и у дидаскалијама, држи драме Ива Војновића, се одиграва у Дубровнику, у кући покојног последњег дубровачког кнеза Никше Бенеше на Пустијерни, 1832. године након пада Дубровачке републике под власт Наполеона. Удовица Мара Никшина Бенеша је уз три ћерке, Маде, Оре и Павле, међу последњим припадницима аристократског слоја Дубровника у нестајању. Њихова материјална пропаст је потпуна и довела их је до сиромаштва, а друштвени углед одржавају само у кругу двојице живих лешева, старих госпара, Луца и Саба. Цела радња се одвија на једном месту, пропалој кући Бенешових, а основа драме је психолошка растрзаност јунака.

## Музички примери
Монолог госпа Мареⓘ
Госпа Маре и Катаⓘ

## Препоручена литература
- Бранка Радовић (2002). Отменост посртања – опера Сутон Стевана Христића. Нови Сад: Српско народно позориште. ISBN 86-80951-16-1.